# 悪魔城ドラキュラ 闇の呪印
『悪魔城ドラキュラ 闇の呪印』（あくまじょうドラキュラ やみのじゅいん、英題: Castlevania: Curse of Darkness）は、コナミデジタルエンタテインメントからアメリカで2005年11月5日に発売されたPlayStation 2用ソフトのアクションRPG。日本では同年11月24日、ヨーロッパでは2006年2月17日に発売。PS2での悪魔城ドラキュラシリーズとしては前作『キャッスルヴァニア』に続く2作目であり、シリーズ全体では4作目の3Dアクション作品である。
プロデューサーはIGA。ほかキャラクターデザインは小島文美、BGM担当は前作同様山根ミチル、ムービーに関してのスーパーバイザーとして荒牧伸志が起用された。

## システム
レベル制を採用し、武器はムチではなく剣や斧といった幅広いバリエーションを使用できる『悪魔城ドラキュラX 月下の夜想曲』の流れを受け継いでいる。カメラワークは前作と違い、主人公の後方に位置する視点となっていて、自由に変更することもできる。
本作には、「イノセントデビル」と呼ばれるシステムが導入されている。これはプレイヤーに従うイノセントデビル（=使い魔）を作り出し、戦闘を有利に運んだり、通常進めないような場所も行けるようになるというもので、レベルがあり進化もするという育成要素もある。レベルによって覚えられる技も変わり、進化はプレイヤーが使用する武器にも影響される。また武器・防具は、敵を倒した時に手に入る「素材」などからプレイヤー自ら武器合成して生成できる。敵からアイテムを盗み取る「アイテムスティール」という要素もあり、これによって得られる特別な素材で生成できる武器の中にはとても強力なものや一風変わったものもある。
本編クリア後のアナザープレイヤーによるおまけでは、物語の登場人物であるラルフを主人公に3D作品では前作にあたる『キャッスルヴァニア』のような鞭アクションゲームが展開される。ただし、前作のように鞭を引っ掛け高い所に上るなどの要素はなく、イノセントデビルを使わないと先に進めないような場所では魔法陣が出現し、これを使って移動する。ストーリーなどの変化はないものの、鞭と5種類のサブウェポンを使った戦闘スタイルはヘクターのそれとは異なる。また、3D作品で正統「ベルモンド」と「ドラキュラ」が対決するのは、このアナザープレイが初となっている。
攻略に関係のないものとして各地に椅子が置いてあり、セーブや移動手段として使うものの他に本作の時代では絶対に作れないもの（パチンコ台など）まで存在する。

## 登場人物
ヘクター
声／吉水孝宏
24歳。ドラキュラの部下であり、悪魔精錬士だった男。ドラキュラの人類殺戮に疑問を持ち、彼の下を去る。人間たちの日常生活に溶け込むため自身の能力は封印した。最愛の女性の命をアイザックに奪われたため、復讐の鬼と化す。武器などを練成できることから、錬金術も習得している上、さまざまな武器を使いこなすなど自身の戦闘力も高い。
アイザック
声／遠藤守哉
26歳。ドラキュラの部下であり、悪魔精錬士である男。ドラキュラを裏切ったヘクターを恨み、復讐する。好戦的な性格で、ドラキュラを甦らすためにある計画を立てている。血塗られた魔人の槍「ショヴスリ」を愛用している。だがなぜか最終決戦では光の剣でヘクターに挑んでくる。
ジュリア・ラフォレーゼ
声／藤野とも子
20歳。魔女裁判から逃れるために人知れない場所に身を置く魔女。ヘクターに薬品やアイテムを売ってくれる。またイノセントデビルを引き取ってくれたりもする。
ラルフ・C・ベルモンド
声／増谷康紀
23歳。3年前、ドラキュラを倒したヴァンパイアハンター。ヘクターが悪魔精錬士だと知り敵対することになる。攻撃的な性格と表情を持ち、多彩な連携技やウェポンを駆使する。
サンジェルマン
声／坂口哲夫
年齢不詳。サーベルを携えた謎の紳士。時間を自由に操る能力を持ち、また自身も時間を自由に行き来することが出来るという能力を持つ。
ゼアド
声／堀之紀
年齢不詳。トランシルヴァニアの地に残るドラキュラの呪いを調査しにやってきた神父。
ドラキュラ伯爵
声／大場真人
414歳。悪魔城の城主であるヴァンパイア。人間を破滅へと追い込まんとする魔王。強力な魔力を持ち、闇の力を爆発させることにより現れる真の姿は強大。かつては魔道を志すものにとってカリスマ的存在であったが、人間に宣戦布告し自らヴァンパイアであると宣言する。そして人類虐殺が始まったが、ラルフらに滅ぼされた。

## 関連商品
- 『悪魔城ドラキュラ 闇の呪印 オリジナルサウンドトラック』ソニー・ミュージックディストリビューション、2005年11月30日
  - ラッセル・ワトソンが歌うエンディングテーマを収録。
- 『悪魔城ドラキュラ 闇の呪印 公式ガイドコンプリートエディション』コナミ、2006年1月3日、ISBN 9784861550836

## 関連作品
- 「悪魔城ドラキュラ 闇の呪印」画：佐々倉コウ、監修：プロデューサーIGA、メディアファクトリー
  - ゲームのコミカライズ。1巻：2005年11月11日、ISBN 9784840113434、2巻：2006年4月22日、ISBN 9784840113878
- 「Castlevania Curse of Darkness」コミカライズ英訳版